# Gobstopper

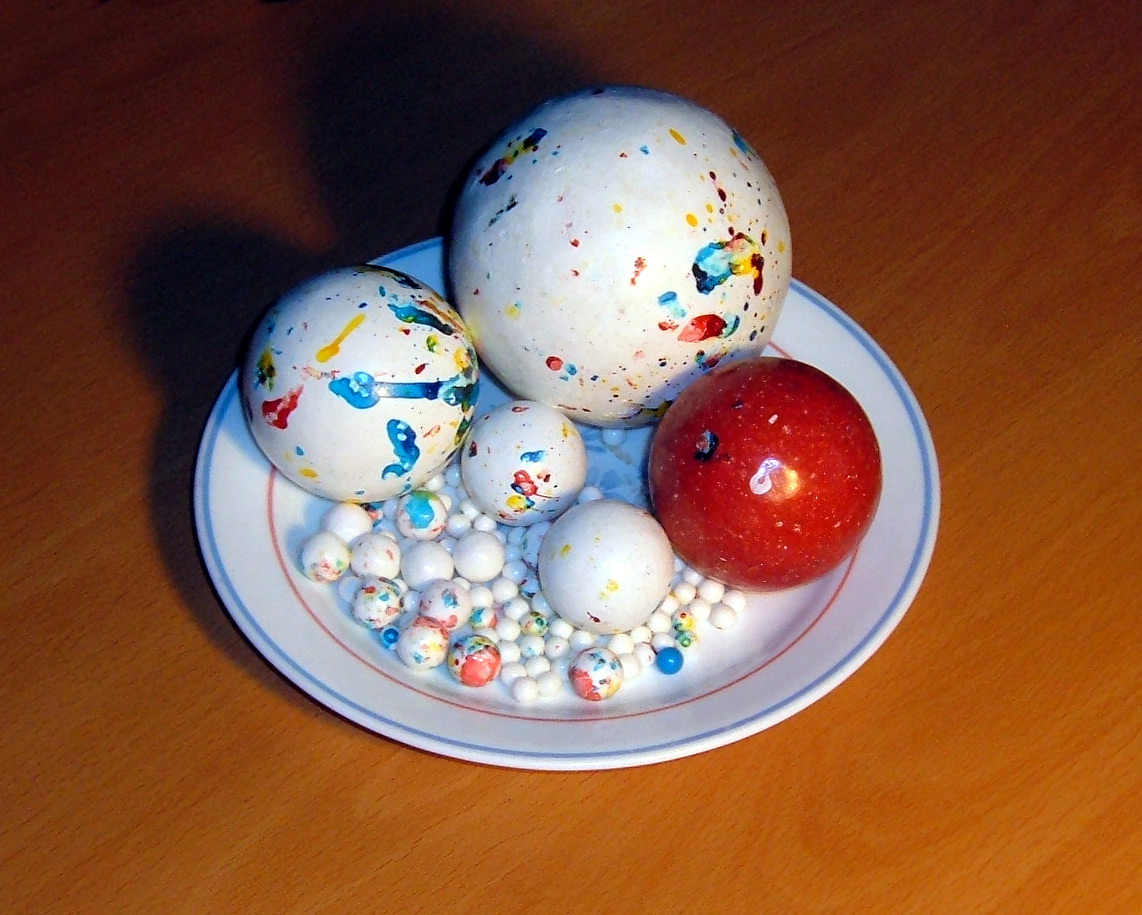
Gobstoppers verschiedener Größen

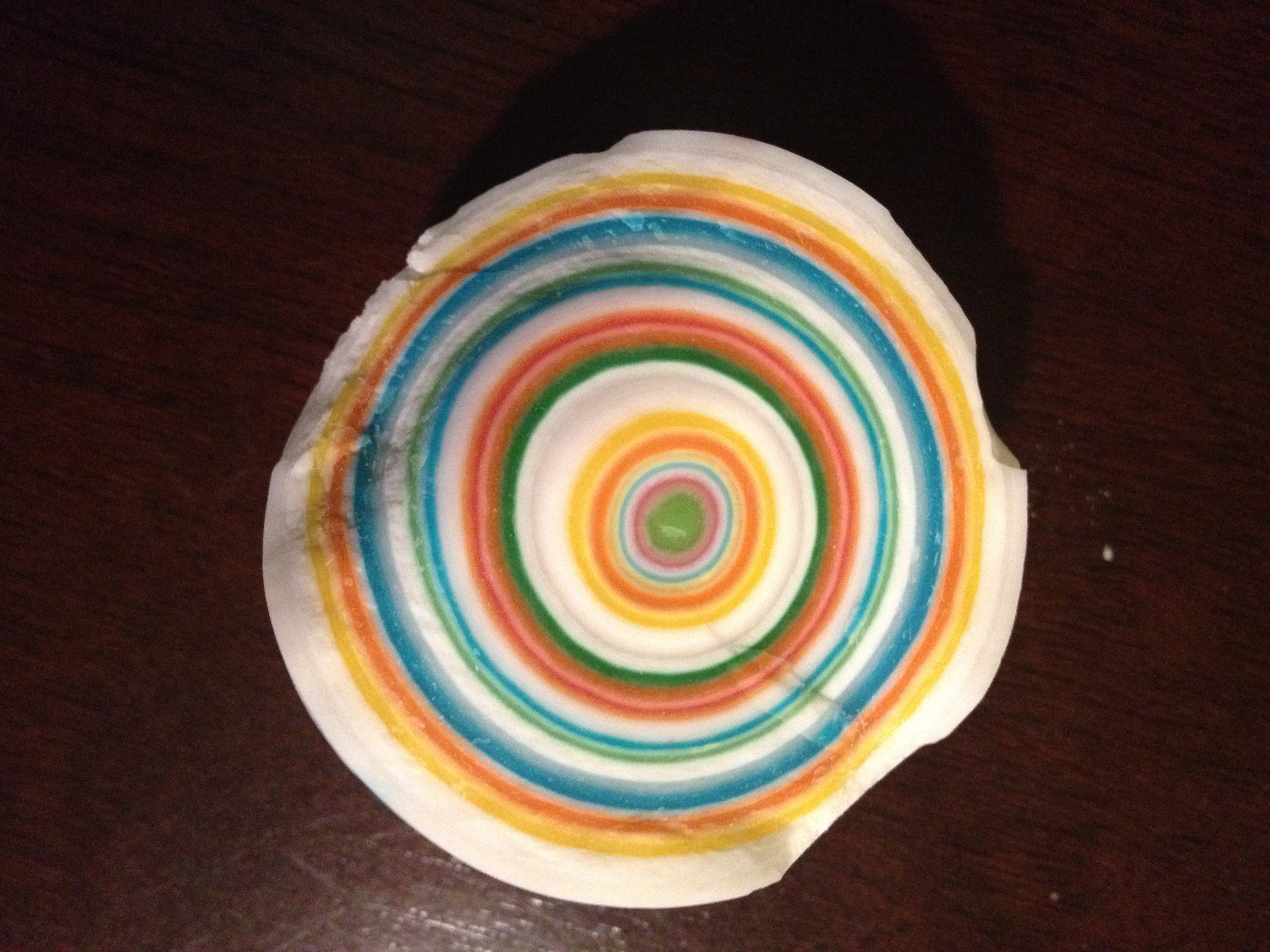
Querschnitt durch einen Regenbogen-Gobstopper, sichtbar sind die einzelnen farbigen Zuckerschichten

Der Gobstopper, in den USA bekannt als Jawbreaker (von engl. jaw ‚Kiefer‘ und breaker, to break ‚brechen‘, also etwa Kieferbrecher), ist eine sehr harte Süßigkeit. Gewöhnlich ist er rund mit einem Durchmesser von einem bis drei Zentimetern, je nach Dauer des Herstellungsverfahrens reicht der Durchmesser auch bis zu acht Zentimetern.
Der Ausdruck Gobstopper leitet sich von gob ab, britischer Slang für ‚Mund‘.
Gobstoppers bestehen gewöhnlich aus mehreren Schichten, wobei jede Schicht, wenn sie sich auflöst, eine andersfarbige Schicht (manchmal auch eine mit anderem Geschmack) freigibt, bevor sie sich komplett auflöst.

## Herstellung
Die Produktion eines Gobstoppers benötigt zwischen fünf und zwanzig Tage. Gobstoppers werden aus sich langsam auf einem Kern (wie zum Beispiel gepresstem Zucker oder Kaugummi) absetzenden Schichten fabriziert. Gobstoppers werden in großen, rotierenden, erhitzten Becken hergestellt.